# 揖斐茶

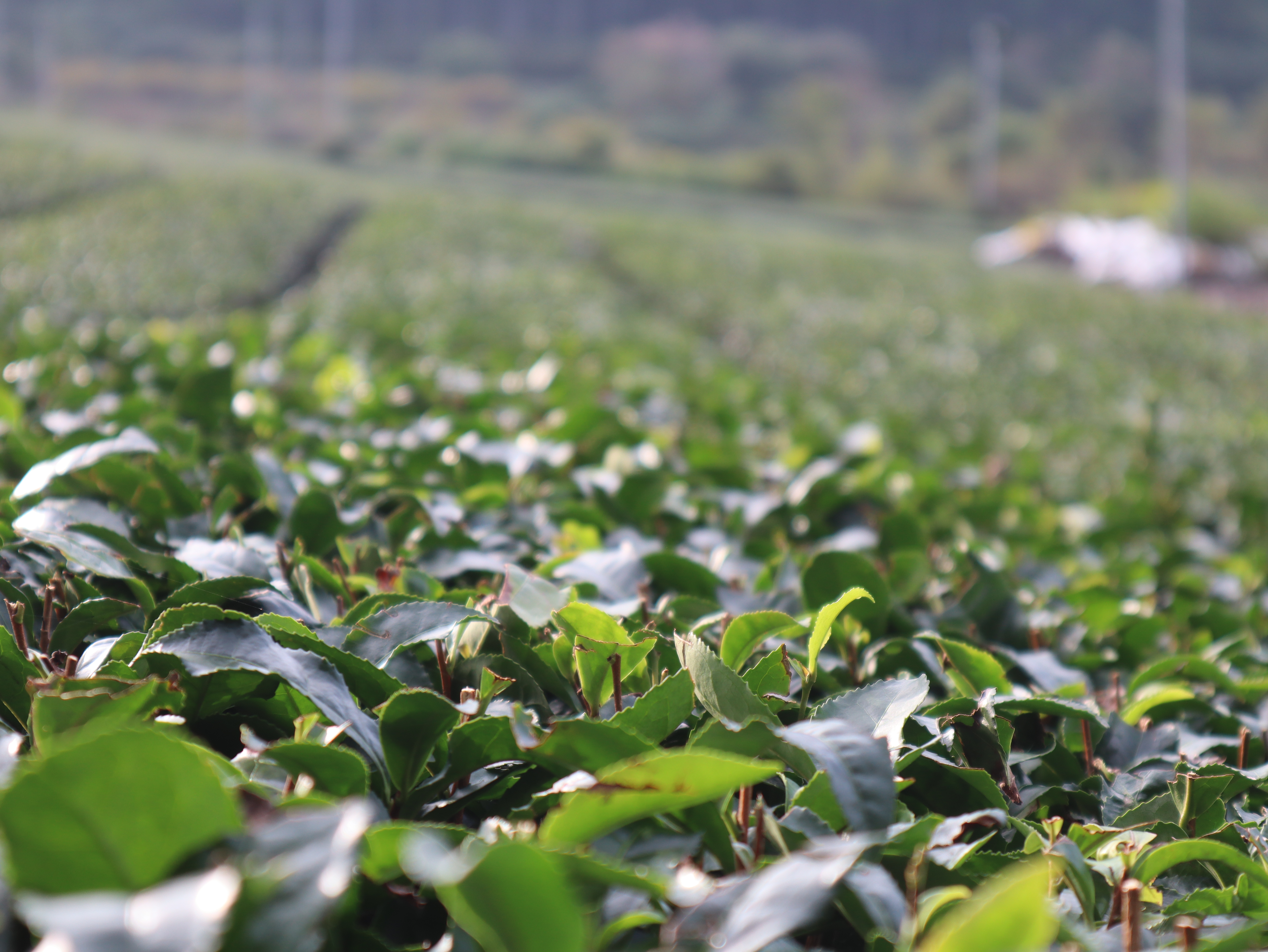
揖斐茶農園。池田町にて

揖斐茶（いびちゃ）は、岐阜県揖斐郡で生産されている日本茶（美濃いび茶）のブランド。同郡の池田町や揖斐川町が主産地となっている。
2006年にサッカー日本代表の監督にイビチャ・オシムが就任すると、揖斐川町の宗宮孝生町長の発案でオシムに揖斐茶を差し入れるなどしてメディアに報じられた。2018年（平成30年）には岐阜県立岐阜商業高等学校が設立した企業・GIFUSHOが岐阜市から補助金を獲得し、「岐商茶屋」の名でイベントに出展して揖斐茶の販売を行うことを同社の最高経営責任者（CEO）である高校生が発表した。